# Fred Lorenzen

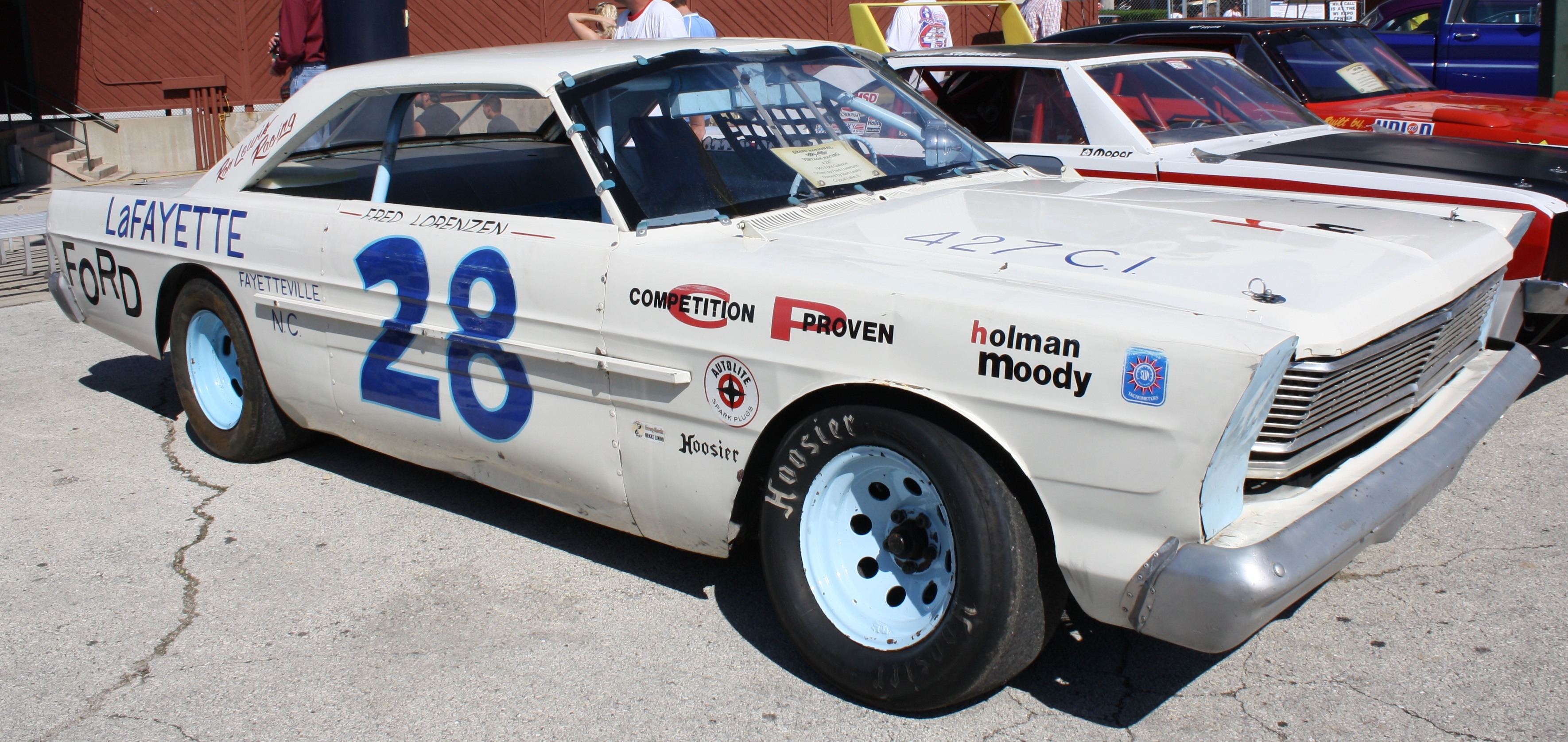
Lorenzens Ford Galaxy uit 1965.

Fred Lorenzen (Elmhurst (Illinois), 30 december 1934 – aldaar, 18 december 2024) was een Amerikaans autocoureur. Hij reed tussen 1956 en 1972 in de NASCAR Grand National Series. In 1965 won hij de Daytona 500.

## Carrière
Lorenzen debuteerde in de NASCAR in 1956. Twee jaar later won hij zijn eerste races op de Martinsville Speedway, de Darlington Raceway en de Atlanta Motor Speedway. In 1963 won hij zes keer en werd derde in de eindstand van het kampioenschap. In 1964 won hij acht keer uit de zestien deelnames. Het kampioenschap bestond dat jaar uit 62 races en doordat hij weinig had deelgenomen werd hij pas dertiende in het kampioenschap. In 1965 won hij de prestigieuze Daytona 500. In 1972 sloot hij zijn carrière in de NASCAR af. Hij reed in zijn carrière 158 races waarvan hij er 26 won.

## Overlijden
Lorenzen overleed op 18 december 2024 op 89-jarige leeftijd aan de complicaties van dementie.